# Canari
Canari je naselje in občina v francoskem departmaju Haute-Corse regije - otoka Korzika. Leta 2009 je naselje imelo 320 prebivalcev.

## Geografija
Kraj, sestavljen iz več zaselkov, leži na severovzhodu otoka Korzike nad zahodno obalo rta Cap Corse, 45 km severozahodno od središča Bastie.

## Uprava
Občina Canari skupaj s sosednjimi občinami Brando, Nonza, Ogliastro, Olcani, Olmeta-di-Capocorso, Pietracorbara in Sisco sestavlja kanton Sagro-di-Santa-Giulia s sedežem v Brandu. Kanton je sestavni del okrožja Bastia.

## Zanimivosti
- župnijska cerkev sv. Frančiška iz 13. stoletja,
- cerkev Marijinega vnebovzetja iz 12. stoletja,
- na ozemlju občine se nahaja največje nahajališče azbesta v Franciji; sam rudnik je deloval v letih 1948-1965;